# Cheeka
Cheeka là một thành phố và là nơi đặt ủy ban đô thị (municipal committee) của quận Kaithal thuộc bang Haryana, Ấn Độ.

## Nhân khẩu
Theo điều tra dân số năm 2001 của Ấn Độ, Cheeka có dân số 32.126 người. Phái nam chiếm 55% tổng số dân và phái nữ chiếm 45%. Cheeka có tỷ lệ 59% biết đọc biết viết, thấp hơn tỷ lệ trung bình toàn quốc là 59,5%: tỷ lệ cho phái nam là 65%, và tỷ lệ cho phái nữ là 53%. Tại Cheeka, 14% dân số nhỏ hơn 6 tuổi.